# Book of Shadows: Blair Witch 2
Book of Shadows: Blair Witch 2 er amerikansk spillefilm fra 2000, instrueret af Joe Berlinger. Filmen er efterfølgeren til The Blair Witch Project, der blev udgivet året før.

## Medvirkende
- Kim Director som Kim Diamond
- Jeffrey Donovan som Jeffrey Patterson
- Erica Leerhsen som Erica Geerson
- Tristine Skyler som Tristen Ryler
- Stephen Barker Turner som Stephen Ryan Parker
- Kurt Loder som Kurt Loder
- Chuck Scarborough som Chuck Scarborough
- Lanny Flaherty som Sherrif